# 隠し剣 鬼の爪
『隠し剣 鬼の爪』（かくしけん おにのつめ）は、藤沢周平作の短編時代小説を原作とする日本映画。本項では、山田洋次監督・永瀬正敏主演で2004年10月30日に公開された映画の記述を中心とする。

## 概要
国内の映画賞を独占し、米国のアカデミー外国語映画賞にもノミネートされた『たそがれ清兵衛』（2002年公開）に続き、山田洋次が藤沢周平の小説を映画化した本格派時代劇の第2弾である。
藤沢の人気剣豪小説でもある『隠し剣』シリーズの「隠し剣鬼ノ爪」「邪剣竜尾返し」（『隠し剣孤影抄』収録）と男女の淡い恋愛を描いた人情劇「雪明かり」（『時雨のあと』収録）の3つの短編を基に、東北地方の小さな藩で暮らす秘伝の剣術を習得した武士が、親友の謀反で起こった藩内の騒動に巻き込まれながらも、かつて自らに仕えていた百姓の娘との身分違いの恋に心を揺らされる模様を描いている。
キャッチコピーは、幕末。愛に生きる侍がいた。

## ストーリー
幕末。東北の小藩である海坂藩の平侍であった片桐宗蔵は、母と妹の志乃、女中のきえと、貧しくも笑顔の絶えない日々を送っていた。やがて母が亡くなり、志乃ときえは嫁入りしていった。心中は寂しいが武士としての筋目を守り、日々をすごす宗蔵。海坂にも近代化の波は押し寄せつつあり、藩では英国式の教練が取り入れられ始めていた。
ある雪の日、宗蔵は三年ぶりにきえと再会する。大きな油問屋の伊勢屋に嫁して幸せに暮らしているとばかり思っていたきえの青白くやつれた横顔に心を傷めた宗蔵。志乃の口からきえが嫁ぎ先で酷い扱いを受けて寝込んでいることを知り、宗蔵は武士の面目や世間体を忘れ去って走り出していた。伊勢屋を訪れた宗蔵は、陽のあたらない板の間に寝かされ、やつれ果てたきえを見ると、自分で背負い家に連れ帰る。
回復したきえと共に暮らし始め、宗蔵は心の安らぎを覚える。だが、世間の目は二人が同じ家に暮らすことを許さなかった。宗蔵はきえを愛している自分と、彼女の人生を捻じ曲げている自身の狡さに悩む。きえも身分の前に伝えられない気持ちを抱え、気付かない振りをして目をそらしてきた。そんな時、藩に大事件が起きた。宗蔵と同じく藩の剣術指南役・戸田寛斎の門下生だった狭間弥市郎が謀反を企んだ罪で囚われ、さらに山奥の牢を破って逃げ出したのだ。宗蔵は、逃亡した弥市郎を斬るよう、家老の堀に命じられる。そうすれば、狭間と親しかったお前の疑いも晴れると。
かつて狭間は門下生の中でも随一の腕前であった。しかしある時を境に宗蔵に抜かれ、それを宗蔵が戸田より授かった秘剣『鬼の爪』によるものだという不満を抱いていた。狭間の妻からの命乞いを拒んだ宗蔵は、不条理さを感じつつも藩命に従い、狭間との真剣勝負に挑む。戦いの中、宗蔵は「『鬼の爪』とは、狭間の思うような技ではない」と語る。そして宗蔵は師より新たに伝授されていたもう一つの秘剣『龍尾返し』を用い、『鬼の爪』を振るうことなく狭間を倒す。深手を負った狭間は『龍尾返し』を「卑怯な騙し技」と罵りながら、失意の中で鉄砲隊に撃たれて死んだ。
しかし戦いのあと、家老の堀が狭間の妻を騙し、辱め、彼女を死に追いやった。その所業を知るにおよび、ついに『鬼の爪』が振るわれる。堀は城内の廊下で進み出て控える宗蔵を見咎め、何の用かと問いただす。宗蔵が不意に視線を逸らし、堀もそれにつられたかと思うと、そのまま何事もなく宗蔵は立ち去る。しかしそれを呆然と見送った後、堀は倒れた。大慌てで医師が呼ばれるが、既に堀は事切れていた。遺体を検分した医師も、あまりに奇妙な遺体の状況に匙を投げ、ふと呟く。「これは人間ではなく、何か別のモノに与えられた傷ではないか」。実は『鬼の爪』とは、胸についた心臓に至るほんの一点の僅かな傷跡を除けば一切の証拠を残さず一撃・一瞬にして相手を屠る小柄を用いた暗殺剣であり、およそ武士が決闘の場で振るうに相応しいものではないどころか、口にするのも憚られる裏の技だったのだ。
自分に誠実に生きる意味が深くわかった宗蔵の足は、きえのもとへ向かっていた。武士を棄てて蝦夷に向かう宗蔵は、きえに一緒に来て欲しいと素直な言葉で語る。陽光の下で笑いあう2人。

## キャスト
- 片桐宗蔵：永瀬正敏
- きえ：松たか子
- 島田左門：吉岡秀隆
- 狭間弥市郎：小澤征悦
- 島田志乃：田畑智子
- 狭間桂：高島礼子
- 片桐勘兵衛：田中邦衛
- 片桐吟：倍賞千恵子
- 医師：笹野高史
- 戸田寛斎：田中泯
- 島田門左衛門：綾田俊樹
- 大目付・甲田：小林稔侍
- 家老・堀将監：緒形拳
- 直太：神戸浩
- 伊勢屋のおかみ：光本幸子
- 教官：松田洋治
- 矢崎：赤塚真人
- 奥戸：香川耕二
- 数馬：近藤公園
- 長谷川：北山雅康
- 広田：小市慢太郎
- 粂：山村嵯都子
- ぶん：斉藤奈々
- 須藤：笠井一彦
- 番小屋の小者：佐藤亮太
- 長吉：前田淳
- かね：水野貴以
- その他：志乃原良子、松野太紀ほか

## スタッフ
- 原作：藤沢周平「隠し剣鬼ノ爪」「雪明かり」
- 監督：山田洋次
- 脚本：山田洋次、朝間義隆
- 音楽：冨田勲
- 撮影：長沼六男
- 美術：出川三男
- 編集：石井巌
- 照明：中岡源権
- 美術監修：西岡善信
- 衣裳：黒澤和子
- 録音：岸田和美
- 音楽編集：浅梨なおこ
- 音響効果：帆苅幸雄
- 音楽プロデューサー：小野寺重之
- 助監督：花輪金一、田中幹人、黒川礼人、平松恵美子、前原康貴、伊藤匡史、荒井雅樹
- ポスターデザイン：原田泰治
- 方言指導：山崎誠助、菅原司
- 殺陣・所作：久世浩
- 殺陣：久世七曜会、オフィスビッグ
- ガンエフェクト：栩野幸知
- 特殊造型：江川悦子
- 剣術指導：箕輪勝
- 洋式兵学監修：淺川道夫
- 庄内藩資料協力：堀司朗
- ステディカム：金子雪生
- オプチカルレコーディング：東京テレビセンター
- 現像：東京現像所
- 撮影協力：山形県、鶴岡市、羽黒町、櫛引町、朝日村、秋田県かくのだてフィルムコミッション、飯田市、亀岡市
- ロケ協力：国宝姫路城、姫路フィルムコミッション、国宝彦根城、滋賀ロケーションオフィス、洞雲院、松根庵、青柳家、大平宿をのこす会、京丹後市 琴引浜
- 製作協力：松竹京都映画
- 製作代表：大谷信義、間部耕苹、岡素之、佐藤孝、大野隆樹、石川富康
- 製作総指揮：迫本淳一
- 製作者：久松猛朗
- プロデューサー：深澤宏、山本一郎
- 製作委員会メンバー：松竹、日本テレビ放送網、住友商事、博報堂DYメディアパートナーズ、日本出版販売、衛星劇場

## 受賞歴
- 第29回報知映画賞 主演女優賞（松たか子）
- 第28回日本アカデミー賞
  - 最優秀美術賞（出川三男、西岡善信）
  - 優秀作品賞
  - 優秀監督賞（山田洋次）
  - 優秀脚本賞（山田洋次、朝間義隆）
  - 優秀主演男優賞（永瀬正敏）
  - 優秀主演女優賞（松たか子）
  - 優秀助演男優賞（吉岡秀隆）
  - 優秀音楽賞（冨田勲）
  - 優秀撮影賞（長沼六男）
  - 優秀照明賞（中岡源権）
  - 優秀録音賞（岸田和美）
  - 優秀編集賞（石井巌）
- ジンバブエ映画祭最優秀賞
- DVD特典映像『幕末という時代』が産業映画・ビデオコンテスト販促部門で入賞

## DVD
本編のほかに2種類の特報と予告編が収録されている通常版と、メイキング映像や各種イベントの模様、さらにブックレットが収録された特別版が発売されている。この2種類のDVD-Video版の発売日は共に2005年4月28日。